# Geremia Bonomelli
Geremia Bonomelli (Nigoline, 22 settembre 1831 – Nigoline, 3 agosto 1914) è stato un vescovo cattolico italiano.

## Biografia

### L'infanzia, gli studi e l'ordinazione episcopale
Nato in una famiglia contadina da Giacomo, originario di Parzanica e Antonia Lucia Zanola; egli stesso ricorderà il padre come «uomo di stampo antico, pieno di fede [...] amantissimo del lavoro manuale, coltivò sempre i suoi campi, né mai mutò tenore di vita fino al 1883, in cui santamente morì».
Frequentò la scuola elementare a Nigoline e il liceo a Lovere; entrò nel 1851 nel seminario vescovile di Brescia e fu ordinato sacerdote. Fu per breve tempo curato a Bossico. Nello stesso anno iniziò a studiare teologia alla Pontificia Università Gregoriana di Roma e dal 1858 al 1870 insegnò teologia nel seminario di Brescia, servendo contemporaneamente per due anni la parrocchia di Adro. Verso la metà del 1866 è nominato parroco a Lovere dove insegna anche nel locale collegio di S. Maria.
Nel 1868, Giovanni Battista Scalabrini lo invita a Como a tenere degli esercizi spirituali. Con lo Scalabrini nascerà una profonda amicizia che negli anni diviene condivisione di azioni sociali in particolare sul tema della Emigrazione italiana.
Il 26 novembre 1871 fu consacrato vescovo di Cremona dal vescovo di Brescia Girolamo Verzeri.
Inizialmente si mantenne in un ambito di stretta osservanza con l'indirizzo conservatore seguito dalle autorità ecclesiastiche, come testimonia il suo scritto del 1874 Il giovane studente istruito e difeso nella dottrina cristiana, ma lentamente maturò la consapevolezza della necessità di un rinnovamento profondo nella Chiesa e nell'atteggiamento che questa avrebbe dovuto tenere nei confronti di una realtà in rapido mutamento.

### La "questione romana"
Il 2 aprile 1887 scrisse al vescovo di Piacenza, Giovanni Battista Scalabrini, di voler disporre un saggio, intitolato Diciamo tutto francamente, che egli stesso definisce «buono nelle condizioni attuali, ma d'una gravità eccezionale e che mette paura [...] se questa lotta si prolunga ancora, quali dolorose conseguenze, che potranno durare Dio sa quanto! Urge finirla, e presto, e io spero che il grande Leone XIII, conoscitore dei tempi, potrà essere il Callisto II del XIX secolo».
Pubblicato anonimo il 1º marzo 1889 nella Rassegna nazionale di Firenze con il titolo Roma e l'Italia e la realtà delle cose; pensieri di un prelato italiano, e poi ripubblicato con l'aggiunta Con la risposta d'un cattolico italiano alle critiche di alcuni periodici, Bonomelli vi sostiene che la Questione romana produce danni tanto materiali che spirituali all'Italia, che la restaurazione del potere temporale è impossibile e non è nemmeno desiderata dalla grande maggioranza della popolazione e che è necessaria la riconciliazione tra la Chiesa e lo Stato italiano.

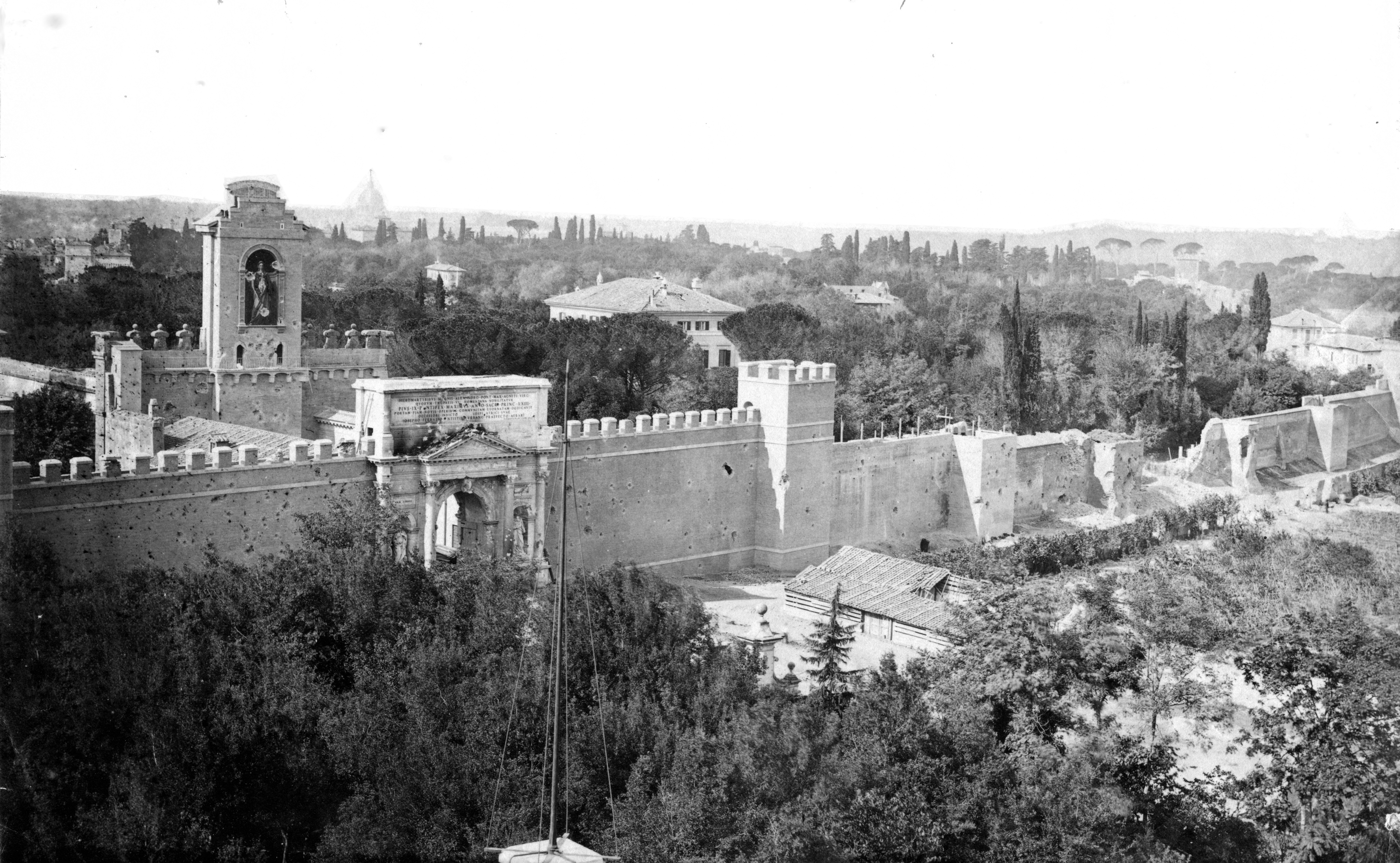
La Breccia di Porta Pia in una foto d'epoca

Vi scrive che «Il 20 settembre del 1870 si compiva uno dei fatti più straordinari del secolo presente: uno di quei fatti che indubbiamente segnano il passaggio da un'epoca storica all'altra, la caduta della Signoria Temporale dei Papi! Ora su quella caduta sono passati pressoché 19 anni che oggi, per le mutate condizioni dei tempi, degli uomini e delle cose, equivalgono a cent'anni, e diciamo poco».
Rifiuta di dar credito ai presunti eventi sovrannaturali che si dicevano essere avvenuti alla caduta del potere temporale, quali lacrime della Madonna e minacce di santi: «Arrossisco a dirlo. Si parlava di miracoli, che sarebbero certamente avvenuti, e strepitosi, alla mercé dei quali il Santo Padre avrebbe riacquistato i suoi domini; ai miracoli venivano in aiuto le profezie, e ce n'erano di ogni genere, per tutti i gusti, manoscritte e stampate  [...] Come se Pio IX fosse da più di Gesù Cristo, del quale è Vicario, che morì in croce [...]. Pareva che di queste verità elementari sacrosante si fossero interamente dimenticati! [...] Pareva che dopo sì lungo tempo e con sì dure lezioni si dovesse conoscere la realtà delle cose; pareva che si dovesse cominciare a ragionare con la propria testa, coi fatti alla mano, coi dati comuni della umana prudenza [...]. Ma no: il Potere Temporale doveva risorgere a ogni costo»
Ricorda come il potere temporale non sia un dogma: «Se ciò fosse, a noi sembra davvero che si rimpicciolirebbe d'assai l'importanza del Papato, vincolando il libero esercizio della sua pastorale dignità a quattro zolle di terra, anziché far risalire questa indipendenza all'origine sua, cioè alle promesse di Cristo e all'essenza dell'autorità pontificia, intrinsecamente considerata»

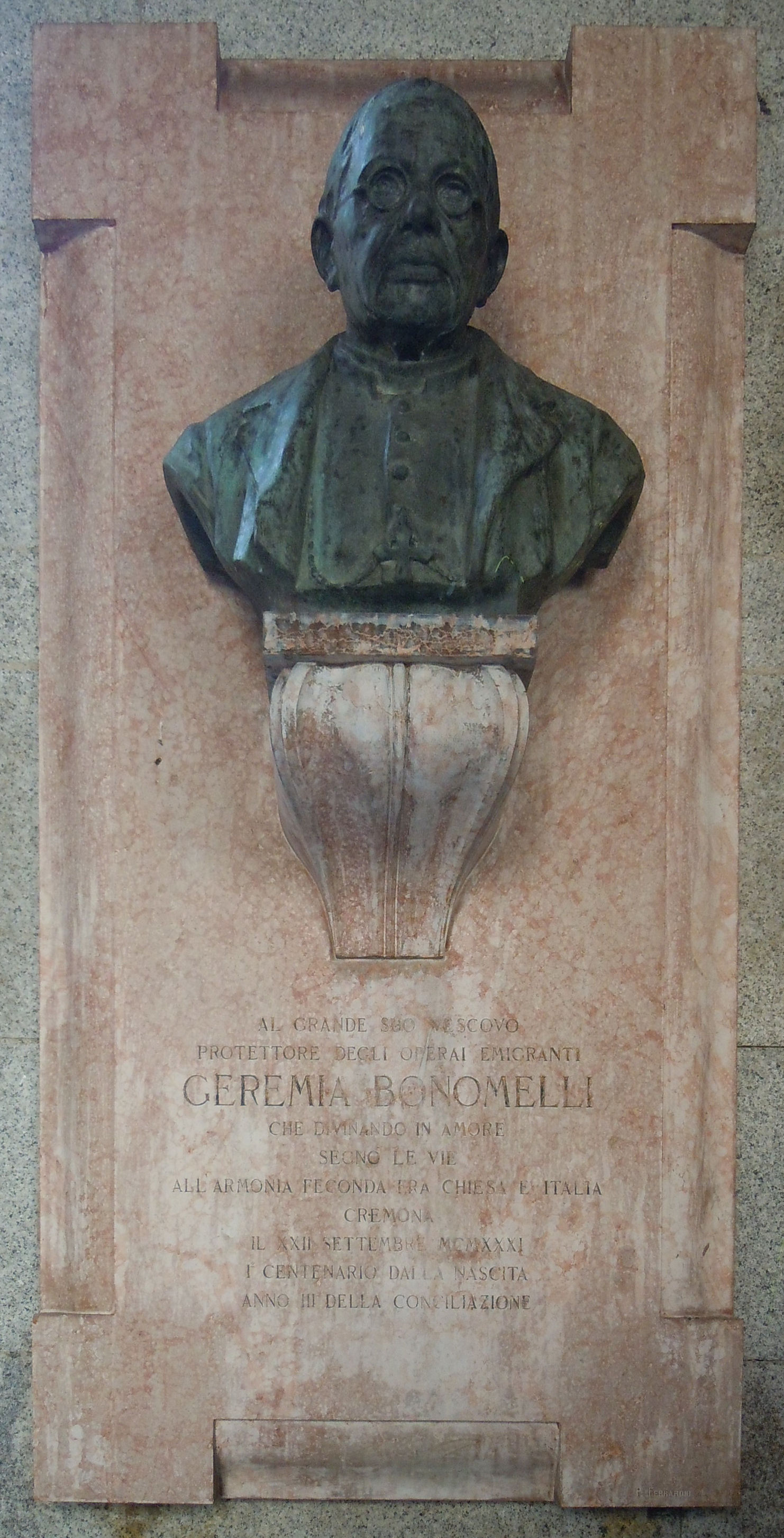
Cremona, lapide a Geremia Bonomelli

Critica il Non expedit, la proibizione di papa Pio IX, ribadita anche da Leone XIII, ai cattolici di partecipare alla vita politica nazionale: «Il Governo è nemico della Chiesa! E chi ha detto il contrario? Di grazia però diteci: di chi è la colpa? Perché si predica l'astensione? Perché si vuole il Non expedit? [...]. Per avere deputati cattolici ci vogliono elettori cattolici; quando questi se ne stanno a casa, quelli non possono riuscire, e la Massoneria trionfa [...]. I cattolici italiani saranno sempre impotenti, finché si asterranno e finché, grazie a questa astensione, avranno la parvenza di nemici della patria»
La scomparsa del potere temporale non è una disgrazia ma un fatto provvidenziale, che rende possibile un rinnovamento tanto della società laica che di quella ecclesiastica sicché è bene non essere legati «a viete e cadenti idee che non reggono il minimo urto dei tempi nuovi, e, come gli otri vecchi di cui parla il Vangelo, non possono reggere al contatto del vino nuovo»
Leone XIII definì le posizioni del vescovo Bonomelli arroganti e insubordinate, volendo egli temerariamente «suggerire consigli alla Sede Apostolica intorno a cose da fare e voler mostrare ciò che sia meglio da fare» ribadendo che il Papa subiva una inaccettabile violenza ed era privato della sua libertà, «per maniera che accettarla non mai, ma sì dobbiamo sofferirla costrettivi da necessità [...] dall'audacia delle sette perverse, le quali si sono congiurate per abbattere la Sacra Potestà, acciocché, manomesso questa sorte di presidio, potessero rivolgere gli sforzi e impeti loro».
Il 21 aprile 1889, giorno di Pasqua, nella cattedrale di Cremona, Bonomelli ammise di essere l'autore del saggio e fece atto di sottomissione a Leone XIII.

### L'emigrazione
Si occupò spesso del problema dell'emigrazione che, stante la grande miseria che attanagliava tutta l'Italia, paese essenzialmente agricolo, produceva da una parte una concentrazione di operai sottopagati nelle maggiori città ove si stavano sviluppando attività industriali, e soprattutto una forte emigrazione all'estero, in Francia e nel continente americano, con il conseguente abbandono delle campagne.
A questo scopo nel 1896 Bonomelli promulgò la pastorale L'Emigrazione. Nel maggio 1900 fondò lOpera di assistenza per gli italiani emigrati in Europa, poi denominata Opera Bonomelli, intesa a fornire agli emigrati italiani un'assistenza materiale e religiosa, svolta tanto da personale laico che missionario.
Una tale iniziativa era da lui svolta seguendo un nuovo concetto della fede, che lo poneva ancora una volta in contrasto con i cattolici tradizionalisti. Sosteneva che come non si può separare il cielo dalla terra, così non si può separare il corpo dall'anima, i beni della vita presente da quelli di una vita futura, in quanto quelli sarebbero serviti a questi. Oltre a farsi sostenitore di riforme che alleviassero le condizioni dei contadini, teorizzò un cattolicesimo moderno, invitando il clero a uscire «dal tempio, dalle sagrestie» per andare fra il popolo «a ricordagli i suoi doveri, senza tacere dei suoi diritti».
L'Opera Bonomelli venne soppressa nel 1928 dal regime fascista e celebrata nel 1964 con l'emissione di un francobollo da parte delle Poste Italiane.

### Monsignor Bonomelli e Antonio Fogazzaro
Il vescovo Geremia Bonomelli intrattenne un'amicizia sincera con Antonio Fogazzaro, che lo portò ad essere richiamato più volte dalle autorità papali per avere espresso giudizi positivi su alcune opere dello scrittore, questo anche se Bonomelli tentò di tenere un po' a freno le teorie sulla evoluzione darwiniana che il Fogazzaro, in un certo periodo della sua vita, approvava.
Il Fogazzaro scrisse nel 1901, su invito del vescovo che intendeva così favorire e incrementare lo spirito religioso dei marinai italiani, la Preghiera del marinaio.

### La lettera pastorale del 1905
Fu clamorosa la sua lettera pastorale del 1905 (La Chiesa e i tempi nuovi), in seguito alla legge anticlericale francese in cui si sanciva la separazione tra Stato e Chiesa: in contrasto con la Santa Sede, che a seguito della legge intervenne con diverse encicliche di condanna e ruppe i rapporti diplomatici con la Francia, Geremia Bonomelli sostenne che la Chiesa separata dallo Stato avrebbe goduto di una maggiore libertà. In seguito alla pubblicazione di questa lettera pastorale un visitatore apostolico accusò il vescovo di favorire il modernismo nella propria diocesi. Bonomelli si giustificò con dichiarazioni antimoderniste.
Don Primo Mazzolari, suo discepolo, che rischiò di pagare con la vita la sua intransigenza contro ogni sopraffazione, lo definì «uomo di grandezza insopportabile dai nostri tempi imbecilli [...] un vescovo del suo tempo, non si fermò a vedere passare le trasformazioni del suo tempo in cui visse, ma salì arditamente sul convoglio».
Mons. Geremia Bonomelli si spense il 3 agosto 1914. Riposa nella Cattedrale di Cremona in un sarcofago sormontata da una scultura realizzata dallo scultore Domenico Trentacoste e posto accanto all'altare maggiore.

## Opere
Tradusse nel 1881 lEsposizione del dogma cattolico del Monsabré, e scrisse I misteri cristiani e Seguiamo la ragione nel 1894, La scuola laica nel 1888, Tre mesi al di là delle Alpi nel 1901, Dal Piccolo San Bernardo al Brennero del 1903, Viaggiando in vari paesi e in vari tempi nel 1908.
Fra le lettere pastorali si ricordano Proprietà e socialismo, Capitale e lavoro, La questione morale è questione sociale, La Chiesa e i tempi nuovi - condannata dalla Chiesa - Una parola amica a tutti gli operai, L'emigrazione.
Furono criticati dalle autorità ecclesiastiche anche Un autunno in Oriente del 1891 e Un autunno in Occidente del 1897, ove il Bonomelli cercò di sottolineare i punti di comunione fra le confessioni cattoliche e ortodosse.

## Genealogia episcopale e successione apostolica
La genealogia episcopale è:
- Cardinale Scipione Rebiba
- Cardinale Giulio Antonio Santori
- Cardinale Girolamo Bernerio, O.P.
- Arcivescovo Galeazzo Sanvitale
- Cardinale Ludovico Ludovisi
- Cardinale Luigi Caetani
- Cardinale Ulderico Carpegna
- Cardinale Paluzzo Paluzzi Altieri degli Albertoni
- Papa Benedetto XIII
- Papa Benedetto XIV
- Papa Clemente XIII
- Cardinale Bernardino Giraud
- Cardinale Alessandro Mattei
- Cardinale Pietro Francesco Galleffi
- Cardinale Giacomo Filippo Fransoni
- Vescovo Girolamo Verzeri
- Vescovo Geremia Bonomelli

La successione apostolica è:
- Vescovo Gaetano Camillo Guindani (1873)
- Vescovo Antonio Padovani (1909)